# Laporje, Velike Lašče
Laporje je naselje v Občini Velike Lašče.